# Eva Biland

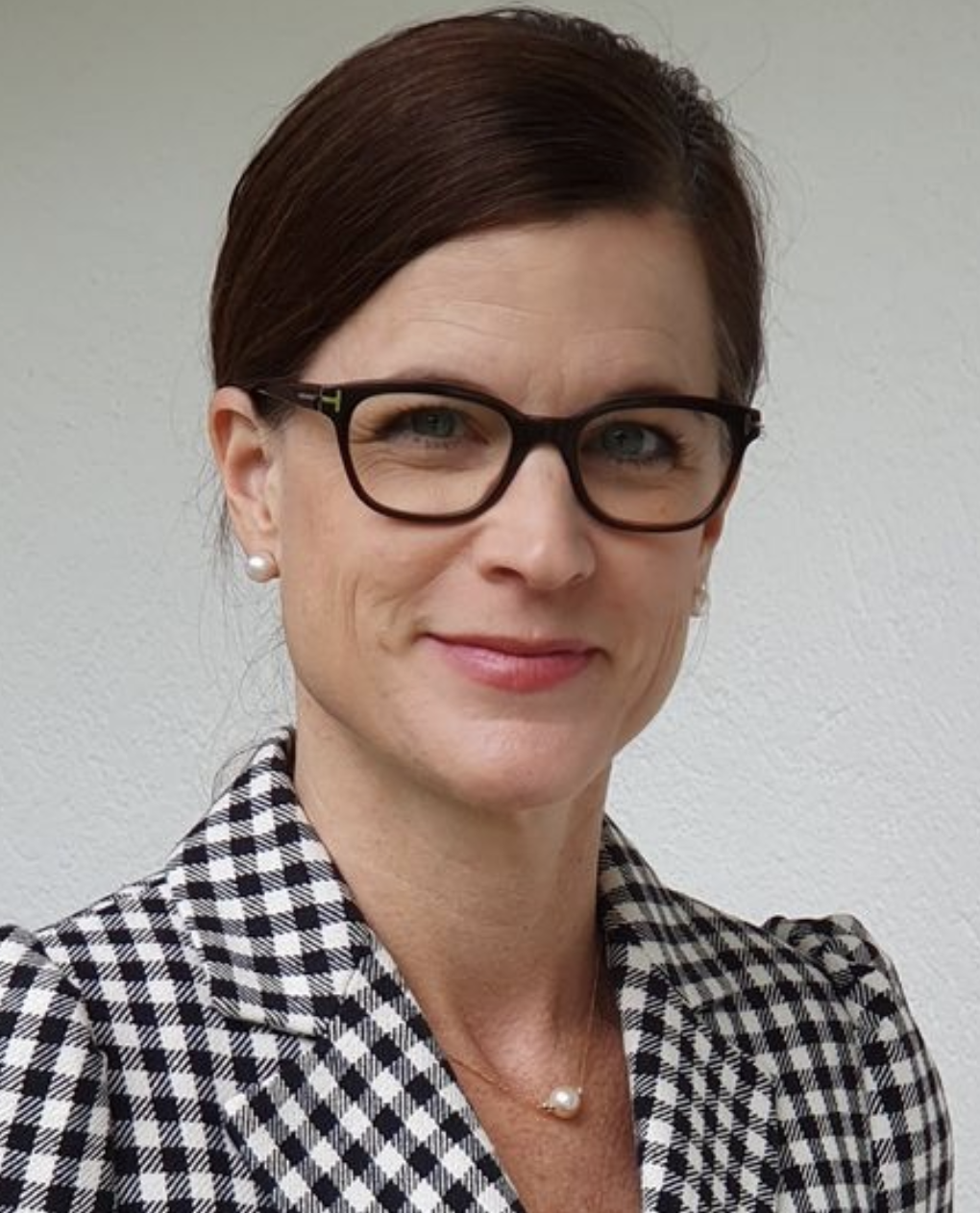
Eva Biland

Eva Biland (Zurich, 11 april 1972) is een Zwitsers politicus, vicevoorzitter van de Freie Demokratische Partei (FDP) in het kanton Basel en gepromoveerd medicus.

## Biografie
Eva Biland studeerde geneeskunde aan de Universiteit van Zürich en aan Harvard.
In 2023 behaalde ze, ondanks haar positie als outsider, het op een na beste resultaat van haar partij bij de verkiezingen voor het nationale parlement. Ze is kandidaat voor de regering bij de verkiezingen in de herfst van 2024 in het kanton Basel. Ze is de auteur van een maandelijkse column in het Zwitserse tijdschrift Bajour.
Ze is een van de weinige vrouwen binnen de FDP Basel die tot nu toe kans maakt op relevante functies. Haar partij staat bekend als uiterst "conservatief" in het nomineren van vrouwelijke kandidaten. Bilands aankondiging om zich kandidaat te stellen werd verwelkomd door tal van prominenten en regeringspolitici uit binnen- en buitenland, waaronder Alexander Müller, lid van de Duitse Bondsdag en lid van de Duitse FDP, Michel v. Tell, hoofdredacteur Ronnie Grob, Nationale Raadslid Christian Wasserfallen, de voormalige minister-president van Thüringen, Thomas Kemmerich, en bestsellerauteur Monika Hausammann.